# Fernando Robles (actor)
Fernando Robles (Lisboa, 15 de agosto de 1940) es un actor mexicano de cine, teatro y televisión de origen portugués. Es padre del también actor Fabián Robles. Ha participado en numerosas telenovelas, destacando sus papeles en Laberintos de pasión, Sin pecado concebido, La otra, Doña Flor y sus dos maridos y Amor dividido. 
Ha trabajado por muchos años para Televisa.

## Carrera profesional
Fernando Robles debutó en la telenovela Infamia, producción emitida entre 1981-82. A finales de la década de 1990 participó en Laberintos de pasión de Televisa donde interpretó al cacique Rosendo, un personaje que se caracterizó por el maltrato intrafamiliar que ejercía contra su esposa Magdalena (Amira Cruzat).
También ha protagonizado varios episodios en la serie de televisión La rosa de Guadalupe. En 2015 personificó a Don Juan Flores en Simplemente María, personaje religioso y trabajador con un pasado indígena. En su última participación, Amor dividido (2022), compartió escenario con su hijo Fabián Robles. En este melodrama interpretó al abogado Miguel Fuentes.

## Trayectoria

### Televisión
- Amor amargo (2024) como Cipriano «Cheves» Ruíz
- Vivir de amor (2024) como Domingo Álvarez
- Cabo (2022-2023) como Don Ulises
- Amor dividido (2022) como abogado Miguel Fuentes[7]
- Como dice el dicho (2011-2023) como varios personajes
- La desalmada (2021) como Calixto Linares
- Esta historia me suena (2021) como Horacio (episodio: "La calle de las sirenas")
- Sin miedo a la verdad (2020) como Don Armando
- Médicos, línea de vida (2019) como Urbina
- Doña Flor y sus dos maridos (2019) como Néstor
- Narcos: México (2018) como un granjero (episodio: "Camelot")
- Hijas de la luna (2018) como un oficial
- Fugitiva (2018) 2 episodios
- Sin tu mirada (2018) como Nicanor
- La rosa de Guadalupe (2008-2023) como varios personajes
- Caer en tentación (2018) como Zaldívar
- Mi adorable maldición (2017) como Melitón Bustos / Macario
- Enamorándome de Ramón (2017)
- La candidata (2017)
- Las amazonas (2016) como Artemio
- Simplemente María (2015-2016) como Juan Flores
- Amor de barrio (2015)
- Hasta el fin del mundo (2015) como Brito
- la sombra del pasado (2014-2015) como Arango
- Qué pobres tan ricos (2014) como Paz
- La tempestad (2013) como Lara
- Qué bonito amor (2012-2013) como Comandante Malo
- Cachito de cielo (2012)
- Un refugio para el amor (2012) como Pedro Campos
- El Equipo (2011) como el Gobernador
- La fuerza del destino (2011) como Leandro
- Alma de hierro (2009)
- Corazón salvaje (2009) como el Alguacil
- Verano de amor (2009) como Donato
- Querida enemiga (2008) como Gaudencio Méndez
- Juro que te amo (2008) como Don Zacarías
- Fuego en la sangre (2008) como Sandro
- Mujer, casos de la vida real (2001-2007) 25 episodios
- Amor sin maquillaje (2007) como Fernando Robles
- Duelo de pasiones (2006) como Braulio
- Apuesta por un amor (2004) como Marcial Muñoz
- Amarte es mi pecado (2004) como Celio
- Velo de novia (2003) como Marcelo Mejía
- Niña amada mía (2003) como el señor Robles
- La otra (2002) como Fulgencio Ríos
- Sin pecado concebido (2001) como Ixca Molina
- Salomé (2001) como Francisco "Pancho"
- El precio de tu amor (2000-2001) como Trinidad
- Laberintos de pasión (1999-2000) como Rosendo Treviño
- ¿Qué nos pasa? (1998) 4 episodios
- Desencuentro (1997-1998) como Manuel
- Pueblo chico, infierno grande (1997) como Ambrosio Arellano
- El vuelo del águila (1994-1995) como Juan de la Luz Enríque Lara / Camilo Arriaga
- Yo compro esa mujer (1990)
- Lo blanco y lo negro (1989) como Jacinto Figueredo
- Infamia (1981)

### Cine
- El cornudo soy yo (1989)
- El cabaretero y sus golfas (1988)
- Los Psiquiatras ardientes (1988)
- Vuelven los mecánicos ardientes (1988)